# Nick Vanos
Nicolaas Peter "Nick" Vanos (San Mateo, California; 13 de abril de 1963-Romulus, Míchigan; 16 de agosto de 1987) fue un jugador de baloncesto estadounidense que disputó dos temporadas en la NBA. Medía 2,15 metros y jugaba de pívot.
Murió en el accidente del vuelo 255 de Northwest Airlines, que se estrelló poco después de despegar del aeropuerto internacional MBS de Míchigan. En el accidente fallecieron todos los tripulantes y pasajeros del avión incluyendo a Nick y su novia, a excepción de una niña de cuatro años.

## Carrera

### Universidad
Nick asistió a la Universidad de Santa Clara a las órdenes de Carroll Williams, procedente de la cercana Hillsdale High School. 
Durante sus años en la universidad, Santa Clara tuvo tres temporadas de más de 20 victorias y se clasificó dos veces para el torneo del NIT. Su rendimiento individual fue igualmente destacado: promedió aproximadamente 17 puntos y 10 rebotes por partido durante sus temporadas júnior y sénior, y aún es el máximo taponador en la historia de su universidad, así como el tercero en la clasificación de reboteadores y undécimo en la de anotadores. Además de retirarle la camiseta, los Broncos también retiraron su número (un honor que no ha recibido ningún otro jugador de la universidad).

### Profesional
Nick fue elegido en el número 8 de la segunda ronda del Draft de la NBA de 1985 por Phoenix Suns. Según la prensa, firmó un contrato de cinco años por un millón de dólares, aunque solamente estaban garantizadas las dos primeras temporadas. Aunque dispuso de pocos minutos en un equipo con muchos jugadores en su posición y su rendimiento no fue destacado, era considerado como un proyecto pívot de cierto potencial hasta el accidente aéreo que puso fin a su vida.

## Fallecimiento
El 16 de agosto de 1987, Vanos y su prometida, Carolyn Cohen, abordaron el vuelo 255 de Northwest Airlines, después de visitar a los padres de su prometida, para un viaje a Phoenix, Arizona. El avión se estrelló después de despegar del Aeropuerto Internacional de Detroit, Michigan, matando a 154 pasajeros y tripulantes a bordo, incluidos Vanos y su prometida, así como a dos automovilistas tras chocar contra una carretera.